# 台湾推理作家協会賞
台湾推理作家協会賞（たいわんすいりさっかきょうかいしょう）は台湾の文学賞。台湾推理作家協会（元・台湾推理クラブ、2001年春に設立）が主催する。

## 概要
台湾での推理小説の創作奨励と読者層の拡大のため、2002年から始められた新人賞。第1回から第5回までは人狼城推理文学賞（人狼城推理文學獎）という名称で、第6回以降は現在の台湾推理作家協会賞（台灣推理作家協會徵文獎）という名称になっている。
募集するのは短編の推理小説で、制限字数は15000～30000字。授賞式は毎年春に行われる台湾推理作家協会の総会内で実施され、大賞受賞者には賞金5万元（約15万円）とトロフィーが贈られる。
繁体字で書かれたものであれば、台湾以外からの募集も受け付けている（例えば第6回では、大賞受賞者が台湾人、他の入選者3人は香港からの応募者だった）。また、未発表作品であれば同一作者が何作品でも投稿してよいとされている（第7回では同一作者の作品が大賞と入選になっている）。
第4回以降、最終候補作は全て、大賞の発表前にアンソロジーとして刊行されている。

## 受賞作
第1回（2003年、投稿数：5篇）
- 大賞　なし
- 佳作
  - 林斯諺「霧影莊殺人事件」 - 『霧影莊殺人事件』に収録
  - 呂仁「正命」
- その他の投稿作品
  - 冷言「空屋」　-　インターネット読者投票1位 - 『風吹來的屍體』に収録
  - 陳嘉振「染血的街景」 - 『推理雑誌』2007年10月号に掲載
  - 謝侑倫「奪命連發槍」

第2回（2004年、投稿数：5篇）
- 大賞
  - 林斯諺「羽球場的亡靈」 - 『霧影莊殺人事件』に収録
- その他の投稿作品
  - 哲儀「勿忘我」 - 『血紅色的情書』に収録
  - 林依俐「1＋1－1×44」 - 『野葡萄文學誌』2004年12月号に掲載
  - 李柏青「換帖」 - 『推理雑誌』2006年7月号に掲載
  - 冷言「風吹來的屍體」 - 『風吹來的屍體』に収録

第3回（2005年、投稿数：25篇）
- 大賞
  - 哲儀「血紅色的情書」 - 『血紅色的情書』に収録
- 入選
  - 秀霖（陳彥霖）「淒月」
  - 張博鈞「蒼茫的幻月之下，倆人……」
  - 白李「行過死蔭幽谷」
  - 方志峰「課桌椅間的屍體」
  - 無牙「假如」

第4回（2006年、投稿数：43篇） - 『魅影殺機』に収録
- 大賞
  - 張博鈞「火之闇之謎之闇之火」
- 入選 
  - 秀霖（陳彥霖）「鬼鈴魂」
  - 寵物先生「名為殺意的觀察報告」 - 日本での筆名は寵物先生（振り仮名：ミスターペッツ）

第5回（2007年、投稿数：28篇） - 『誘殺』に収録
- 大賞
  - 寵物先生「犯罪紅線」
- 入選
  - 文善「瑪門」
  - 秀霖「第九種結局」

第6回（2008年、投稿数：36篇） - 『謎霧殺機』と『魔鬼交易』に収録
- 大賞
  - 知言「Absinthe」
- 入選
  - 林佑叡「房家莊」
  - 文善「多馬」
  - 陳浩基「傑克魔豆殺人事件」

第7回（2009年、投稿数：39篇） - 『神的微笑』に収録
- 大賞
  - 陳浩基「藍鬍子的密室」
- 入選
  - 陳浩基「窺伺藍色的藍」 - 大賞と同一作者
  - 高普「西巴斯貝之戀」

第8回（2010年、投稿数：65篇） - 『第八屆徵文獎作品集』に収録
- 大賞
  - 風神「少女的祈禱」
- 入選
  - 文善「畢業生大逃殺」
  - 東默農「刑」
  - 何敬堯「盡頭之濱」
  - 高普「索菲亞．血色謎團」

第9回（2011年、投稿数：34篇） - 『第九屆徵文獎作品集』に収録
- 大賞　なし
- 入選
  - 言雨「玻小姐的第一次」
  - 萊曼．格林「燃點」
  - 余峰「北一女制服的祕密」
  - 霍筆砍「三狂人殺人事件」

第10回（2012年、投稿数：53篇） - 『死亡遊戲──台灣推理作家協會第十屆徵文獎』に収録
- 大賞
  - 天地無限「舉手之勞的正義」
- 入選
  - 天棠「死亡遊戲」
  - 董籬「推理有時得在午餐前」
  - 四維宗「她的左眼所沒看見的謀殺」

第11回（2013年、投稿数：53篇） - 『倒帶謀殺──台灣推理作家協會第十一屆徵文獎』に収録
- 大賞
  - 四維宗「倒帶謀殺以及連環殺人魔的困擾」
- 入選
  - 吳柏翰「惡意火」
  - 燼霖「三分之一的殺人」
  - 余峰「末日的笑靨」

第12回（2014年、投稿数：46篇） - 『平安夜的賓館總是客滿──台灣推理作家協會第十二屆徵文獎』に収録
- 大賞
  - 餅乾怪獸「平安夜的賓館總是客滿」
- 入選
  - 呂仁「ETC殺人事件」
  - 唐墨「山婆假燒金」
  - 霞月「推理遊戲」
  - 張乃玓「意外計畫」

第13回（2015年、投稿数：43篇） - 『寂寞球體――台灣推理作家協會第十三屆徵文獎』に収録
- 大賞
  - 王少杰「聽海的聲音」
- 入選
  - 張乃玓「寂寞球體」
  - 呂仁「重返竊案現場」
  - 霞月「夏燕芙蓉」
  - 阿七「獅山大兄與749」

第14回（2016年、投稿数：52篇） - 『天蠍之鉤――台灣推理作家協會第十四屆徵文獎』に収録
- 大賞
  - 舟動「進化的引信」
- 入選
  - 霞月「踏雪無痕」
  - 弋蘭「法律與淑女」
  - 沙棠「天蠍之鉤」
  - 克拉珊「廢墟惡靈」

第15回（2017年、投稿数：42篇） - 『華麗的拋物線――台灣推理作家協會第十五屆徵文獎』に収録
- 大賞
  - 柳豫「華麗的拋物線」
- 入選
  - 張乃玓「見詭旅社」
  - 林詩七「起死回生的塞班之戀」
  - 宋杰「赫爾辛基眼淚」

第16回（2018年、投稿数：47篇） - 『亞斯伯格的雙魚――台灣推理作家協會第十六屆徵文獎』に収録
- 大賞
  - 宋杰「致命偶像」
- 入選
  - 克拉珊「牆破證」
  - 王稼駿「亞斯伯格的雙魚」
  - 冒業「古典力學的象徵謀殺」
  - 厭世學者「廣告超人」

第17回（2019年、投稿数：57篇） - 『和騎士度過的那一夜――台灣推理作家協會第十七屆徵文獎』に収録
- 大賞
  - 王元「海洋裡的密室」
- 入選
  - 八千子「少女監禁六十天」
  - 余索「山間別墅」
  - 重慶月經詩人「白居寺站」
  - 吳非「和騎士度過的那一夜」

第18回（2020年、投稿数：50篇） - 『偵探在菜市場裡迷了路――台灣推理作家協會第十八屆徵文獎』に収録
- 大賞
  - 會拍動「初心村的偵探事務所」
- 入選
  - 牛小流「偵探在菜市場裡迷了路」
  - 冷水砼「冬日將盡」
  - 冒業「所羅門的決斷」
  - 鍾岳「似曾相識」

第19回（2021年、投稿数：57篇） - 『鐵皮屋裡的螢火蟲――台灣推理作家協會第十九屆徵文獎』に収録
- 大賞
  - 冒業「千年後的安魂曲」
- 入選
  - 王稼駿「願望列車」
  - 何其美「鐵皮屋裡的螢火蟲」
  - 懶神「請收看謀殺直播」

## 刊行リスト
第1回から第3回は作家ごとにまとめての出版、第4回以降は入選以上の作品が各回ごとにまとめて出版されている（第6回は2分冊）。
出版元は、第7回までは明日工作室の文庫版サイズのレーベル「明日便利書　推理館」から、第8回、第9回は台湾推理作家協会の自費出版、第10回以降は要有光（秀威資訊）から出版されている。 
- 『霧影莊殺人事件』林斯諺（2006年）ISBN 9867172493
- 『風吹來的屍體』冷言（2006年）ISBN 9867172485
- 『血紅色的情書』哲儀（2006年）ISBN 9867172507
- 第4回 - 『魅影殺機』（2006年）ISBN 9867172515
- 第5回 - 『誘殺』（2007年）ISBN 9789866902222
- 第6回 - 『謎霧殺機』（2008年）ISBN 9789866902833　-　知言「Absinthe」、林佑叡「房家莊」
- 第6回 - 『魔鬼交易』（2008年）ISBN 9789866902826　-　文善「多馬」、陳浩基「傑克魔豆殺人事件」
- 第7回 - 『神的微笑』（2009年）ISBN 9789866591655
- 第8回 -  『第八屆徵文獎作品集』（2010年）
- 第9回 -  『第九屆徵文獎作品集』（2011年）
- 第10回 - 『死亡遊戲』（2012年）ISBN 9789868839427
- 第11回 - 『倒帶謀殺』（2013年）ISBN 9789868912892
- 第12回 - 『平安夜的賓館總是客滿』（2014年）ISBN 9789869047432
- 第13回 - 『寂寞球體』（2015年）ISBN 9789868839496

## その他
第6回入選作品「傑克魔豆殺人事件」（陳浩基）について
- 第6回で最終選考まで残った「傑克魔豆殺人事件」（ジャック魔豆殺人事件）は、最終選考委員の既晴、杜鵑窩人、景翔のうち既晴が大賞に推したものの、他の2人から翻訳作品ではないかとの疑いが出て、そのうち景翔が選考の対象外としたため、結果として大賞には至らなかった。作中の中国語に不自然な言い回しが見られたことなどが、翻訳作品ではないかと疑われた理由だった。
- その旨が記された評が台湾推理作家協会のサイト上に掲載されたのち、作者本人から協会側に連絡があり、翻訳作品ではないかという疑いは晴れている。作者の陳浩基によれば、作者は広東語を母語、英語を第二言語として香港で育っており、中国語の標準の書き言葉にはやや拙いところがあるということ、および、16世紀のヨーロッパを背景として書いたため、文体も英語のものを意識的に使用したことが疑われた理由ではないかとしている。その後、この作品を選考対象外とした景翔が謝罪し、この件は解決している。なお、陳浩基は翌年、2作品を入選させる（うち1篇は大賞）という快挙を成し遂げた。翻訳疑惑に関するメールのやり取りは協会のサイトで公開されている。[1]